# Meios de hospedagem

A hospedagem é uma edificação que exerce o comércio da recepção e de alojamento dos turistas e visitantes em geral.
Constitui-se basicamente de um edifício ou prédio contendo unidades habitacionais, uma recepção e uma governança para hóspedes. Podendo ter ainda o serviço de alimentos e bebidas, na sua estrutura, que para isso necessita de: cozinha, adega, restaurante, bar, cantina e despensa. Pode também conter estacionamento externo, garagem interna e área de lazer.

## Serviços adicionais[1]
Internet, Agência de Viagens, aluguel de automóveis, boutiques, business center, central de reservas, centro de convenções, cofre, lojas, room service 24h, serviço de lavanderia, serviço de valet, televisão a cabo, piscina, entre outros serviços.

## Tipologia
Os meios de hospedagem são empreendimentos públicos ou privados com serviços da acomodação, que compreendem desde a simples hospedagem domiciliar ou albergue a um palácio com turismo rural ou um mega hotel resort. Podem ser divididos em sete grandes categorias, são estas: hotel, resort, hotel fazenda, cama e café, hotel histórico, pousada e flat/apart-hotel.
O Albergue caracteriza-se por dispor de acomodações coletivas para um público jovem.
No Brasil, a Pousada é caracterizada por ser um meio de hospedagem instalada em edificação de valor histórico e é denominada popularmente como um modelo rústico de hospedagem contando com unidades habitacionais individualizadas e com decoração identificada com a localidade. Já em Portugal, a Pousada está associada a um turismo de qualidade, em unidades recuperadas, muitas delas em edifícios classificados.
Já o camping, configura-se em geral, como um espaço aberto localizado próximo a áreas verdes.
Os meios de hospedagem podem ainda ser:
- flutuantes: como o caso dos modernos navios que costeiam os diversos países;
- flutuantes fixos: como o aproveitamento de navios para hotéis, aéreos como os dirigíveis, submersíveis e ainda rodoviários, como é o caso de utilização de ônibus-hotel.

## Tipos
| - Albergue - Apart-hotel - Campismo - Estalagem - Hotel - Hospedagem domiciliar - Hotel de charme - Hotel de lazer (ou Resort) - Hostel - Motel - Pensão - Pousada - Alojamento de turismo de habitação - Alojamento de turismo religioso - Alojamento de turismo rural |

A hospedagem geralmente é classificada de uma até cinco estrelas, de acordo com o conforto, luxo e serviços oferecidos.